# Pogorzele (Mosty)
Pogorzele – nieoficjalna część wsi Mosty w Polsce położona w województwie pomorskim, w powiecie lęborskim, w gminie Nowa Wieś Lęborska.
Miejscowość leży nad brzegiem jeziora Lubowidzkiego.
W latach 1975–1998 miejscowość administracyjnie należała do województwa słupskiego.
Inne miejscowości o nazwie Pogorzele: Pogorzele, Pogorzela